# 셀프 이스팀
셀프 이스팀(Self Esteem, 1986년 10월 15일 ~ )은 잉글랜드의 싱어송라이터이다.

## 음반 목록

### 정규 음반
- Compliments Please (2019)
- Prioritise Pleasure (2021)

### EP
- Cuddles Please (2020)